# Mangup (chanson)
Pour l’article homonyme, voir Mangup.
Chansons représentant la Finlande au Concours Eurovision de la chanson
Ja sam za ples
(1987) Rock Me
(1989)
Mangup (en français Vilain) est la chanson représentant la Yougoslavie au Concours Eurovision de la chanson 1988. Elle est interprétée par le groupe croate Srebrna Krila.

## Eurovision
La finale nationale yougoslave a lieu le 12 mars 1988 à Ljubljana, lors d'une émission de télévision, avec 15 chansons en compétition. La chanson gagnante est choisie par les votes de 8 jurys régionaux. Mangup l'emporte ave 87 points contre 51 points pour la deuxième.
La chanson est la 21e et dernière de la soirée, suivant Voltarei interprétée par Dora pour le Portugal.
À la fin des votes, elle obtient 87 points et finit sixième des vingt-et-un participants.

### Points attribués à la Yougoslavie
| 12 points                     | 10 points          | 8 points          | 7 points               | 6 points         |
| ----------------------------- | ------------------ | ----------------- | ---------------------- | ---------------- |
| - Danemark - Islande - Israël |                    | - Royaume-Uni     | - Luxembourg - Turquie | - Italie - Suède |
| 5 points                      | 4 points           | 3 points          | 2 points               | 1 point          |
|                               | - Autriche - Grèce | - Irlande - Grèce | - Suisse               | - Finlande       |